# Santos Evos
Santos Evos is een plaats (freguesia) in de Portugese gemeente Viseu en telt 1642 inwoners (2001).